# Willem Hofdijk

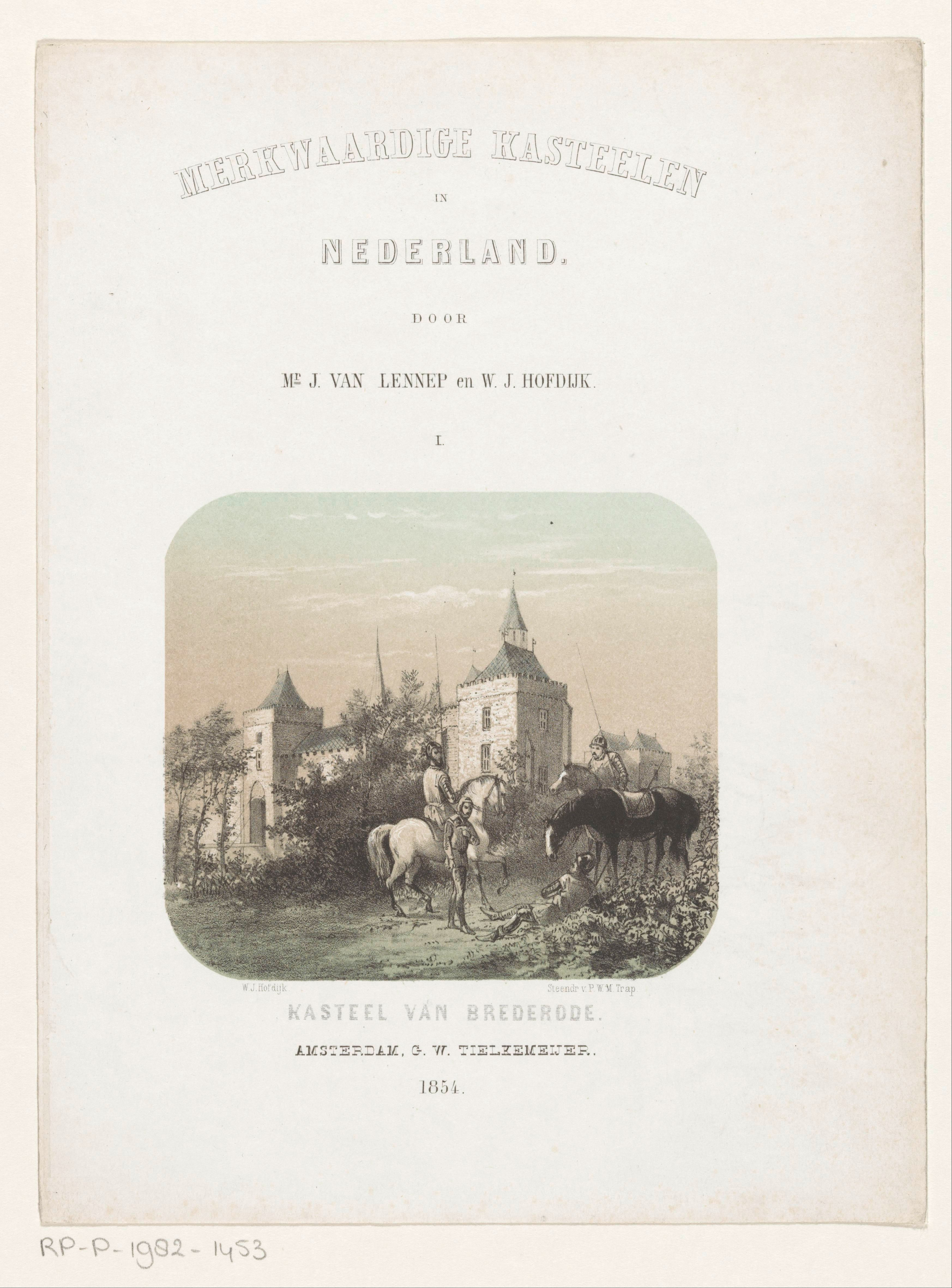
Titelpagina van een van de delen van Merkwaardige kasteelen in Nederland, met het kasteel van Brederode.

Willem Hofdijk (Alkmaar, 27 juni 1816 – Arnhem, 29 augustus 1888) was een Nederlands dichter en schrijver. Hij noemde zich Willem Jacobs(zoon) Hofdijk en publiceerde als W.J. Hofdijk. Hij wordt in de literatuur ook vermeld als Willem Jacob Hofdijk.

## Leven en werk
Willem Hofdijk was een zoon van goud- en zilversmid Jacob Hofdijk en Margaretha van Thiel. Hij verloor op eenjarige leeftijd zijn vader. Zijn moeder hertrouwde met een Salomon Sieuwerts, die de zaak van Hofdijk senior voortzette. Hofdijk werd aanvankelijk opgeleid tot zilversmid. Van 1835 tot 1839 was hij ondermeester in Heerhugowaard en Beusichem. In 1839 werd hij benoemd tot jongste klerk bij de gemeentesecretarie van Alkmaar. Op aanraden van de schilder Johannes Bosboom ontwikkelde Hofdijk zijn talent als landschapsschilder; hij kreeg in de periode 1847-1849 betaald verlof van de gemeente en volgde lessen bij Simon van den Berg en Christiaan Immerzeel in Haarlem. Hij nam deel aan de tentoonstellingen van Levende Meesters in Amsterdam (1848) en Den Haag (1849). Het Stedelijk Museum Alkmaar heeft twee bosgezichten van hem in de collectie.
Schrijver en dichter
Hofdijk hield zich naast zijn werk en het schilderen bezig met schrijven en dichten. In 1839 werd zijn gedicht Tegenklank in de Geldersche Volks-Almanak gepubliceerd. In datzelfde jaar debuteerde hij met een losse uitgave van zijn 'romantisch dichtstuk' Rosamunde bij de uitgeverij van J. Immerzeel jr.. Later volgde meer poëzie en proza en uitgaves over onder andere letterkunde en de geschiedenis van Kennemerland en Holland. Samen met Jacob van Lennep publiceerde hij de serie Merkwaardige kasteelen in Nederland (1852-1862). K. ter Laan noemde Hofdijk "een van de voornaamsten in de Ned. Romantiek". Hofdijk was lid van het Koninklijk Oudheidkundig Genootschap en vanaf 1852 lid van de Koninklijke Academie in Amsterdam.
Door bemiddeling van Jacob van Lennep en Joseph Alberdingk Thijm werd Hofdijk in 1851 
aangesteld als leraar Nederlandse taal en letterkunde aan het Stedelijk Gymnasium Amsterdam. Hij  werd in 1859 door koning Willem III benoemd tot officier in de Orde van de Eikenkroon. Bij zijn afscheid van het onderwijs in 1886 werd Hofdijk opnieuw koninklijk onderscheiden, Willem III benoemde hem tot ridder in de Orde van de Nederlandse Leeuw en koning Leopold II van België benoemde hem tot ridder in de Leopoldsorde. Hij verhuisde in mei 1888 naar Arnhem, waar hij een paar maanden later overleed. Hij werd begraven in Rozendaal.

## Publicaties (selectie)
- 1839: Rosamunde, romantisch dichtstuk. Amsterdam: J. Immerzeel jr.
- 1840: Egmond in 1004 en 1021. Alkmaar: H.J. van Vloten.
- 1842: Bruidsdans. Een lied van den Minstreel van Kennemerland. Alkmaar: G.K. van der Paauw.
- 1848: Wee over de aard! Tonen des tijds. Haarlem: J.J. van Brederode.
- 1848: Klachten des tijds.
- 1849:  Een kunstenaars-idylle. Haarlem: J.J. van Brederode.
- 1850-1852: Kennemerland. Balladen. (5 delen) Haarlem: J.J. van Brederode[10]
- 1852:  Aeddon, een episch gedicht. Delft: N.J. Overvoorde. Met tien etsen van K.F. Bombled.
- 1852:  Griffo de Saliër. Haarlem: A.C. Kruseman.
- 1852-1862: Merkwaardige kasteelen in Nederland. (6 delen) Amsterdam, G.W. Tielkemeijer. Met Jacob van Lennep.
- 1853: Geschiedenis der Nederlandsche Letterkunde. Amsterdam: Gebroeders Kraay.
- 1853:  Kennemerland. Haarlem: J.J. van Brederode.
- 1853-1856: Geschiedenis der Nederlandsche Letterkunde. Voor gymnasiën en zelfonderricht.
- 1854:  De bloem der waereld. Amsterdam: G.W. Tielkemeijer.
- 1856 Het Nederlandsche volk geschetst in de verschillende tijdperken zijner ontwikkeling.
- 1858-1862: Ons voorgeslacht, in zijn dagelyks leven geschilderd. (6 delen)
- 1860:  Dichterlijk album : poëzij van Nederlandsche dichters dezer eeuw bijeenverzamed uit het nationaal pantheon door W.J. Hofdijk. Haarlem: J.J. van Brederode.
- 1861:  Een Amsterdamsch lied. Amsterdam: L.F.J. Hassels.
- 1861: Het kasteel en de edelen van Brederode. Amsterdam: Gebr. Van Es.
- 1865:  De klooster-orden in Nederland, historiesch onderzocht en geschetst door W.J. Hofdijk en afgebeeld door D. van der Kellen jr. Haarlem: A.C. Kruseman.
- 1869: Voor 300 jaren : historie-schilderingen uit Neêrlands vrijheids-krijg. Utrecht: Kemink en zoon.
- 1873: Alcmaria Victrix : kronijk van Alkmaars beleg in 1573. Alkmaar: Herms Coster & Zoon / Amsterdam: Jan Leendertz.
- 1873: Alkmaar : een echo uit 1573. Haarlem: A.C. Kruseman. Met titelgravure naar Charles Rochussen.
- 1874: De bouwval van Brederode. Amsterdam: G.L. Funke.
- 1874: Oranje en zijn keurvendel in 1572. Leiden: D. Noothoven van Goor.
- 1879: Aan Neêrlands koningin. Utrecht: C. van der Post jr.
- 1884: In het gebergte Di-eng
- 1887 Dajang Soembi

## Portrettengalerij

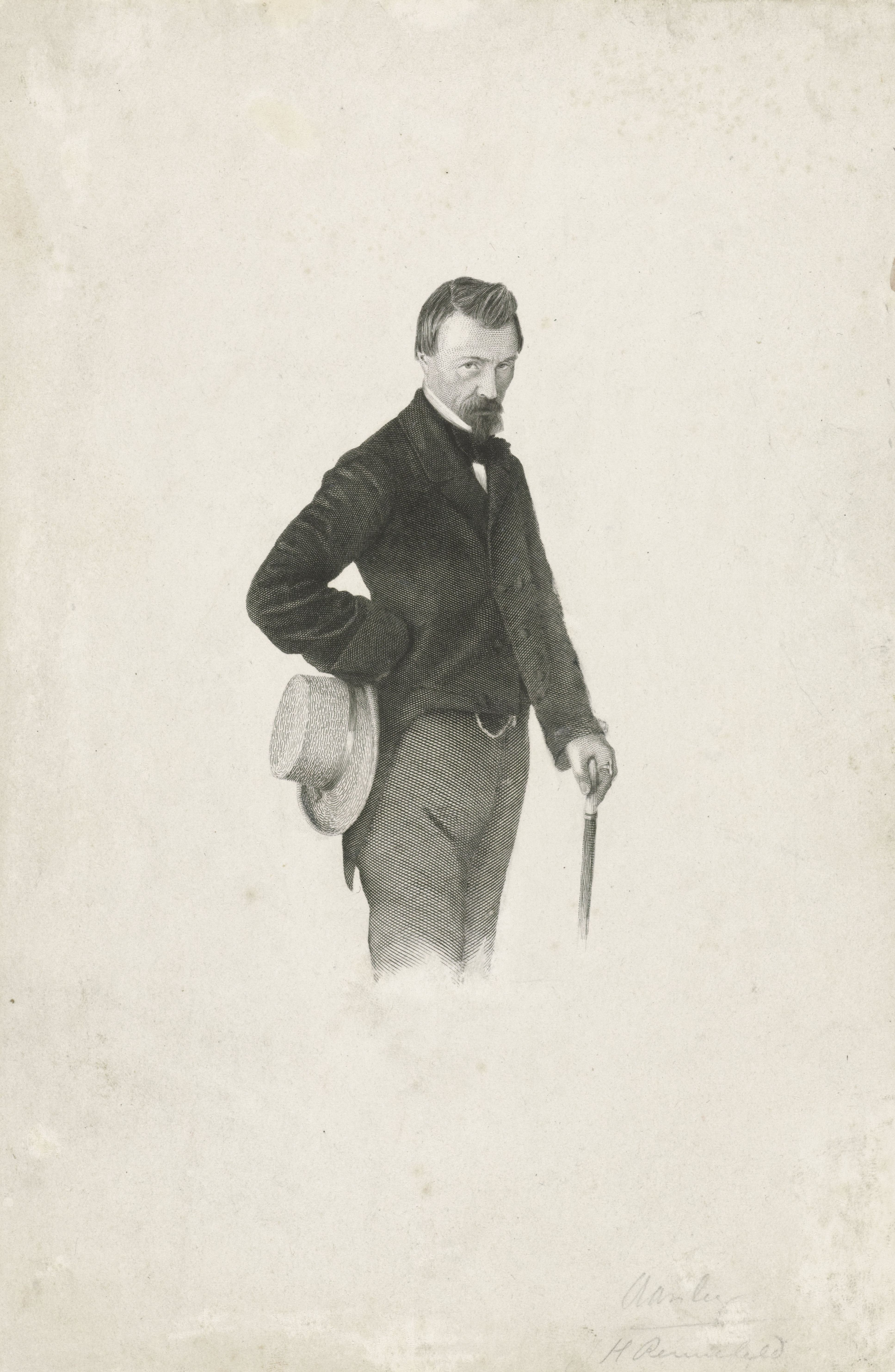
Portret door J.H. Rennefeld.
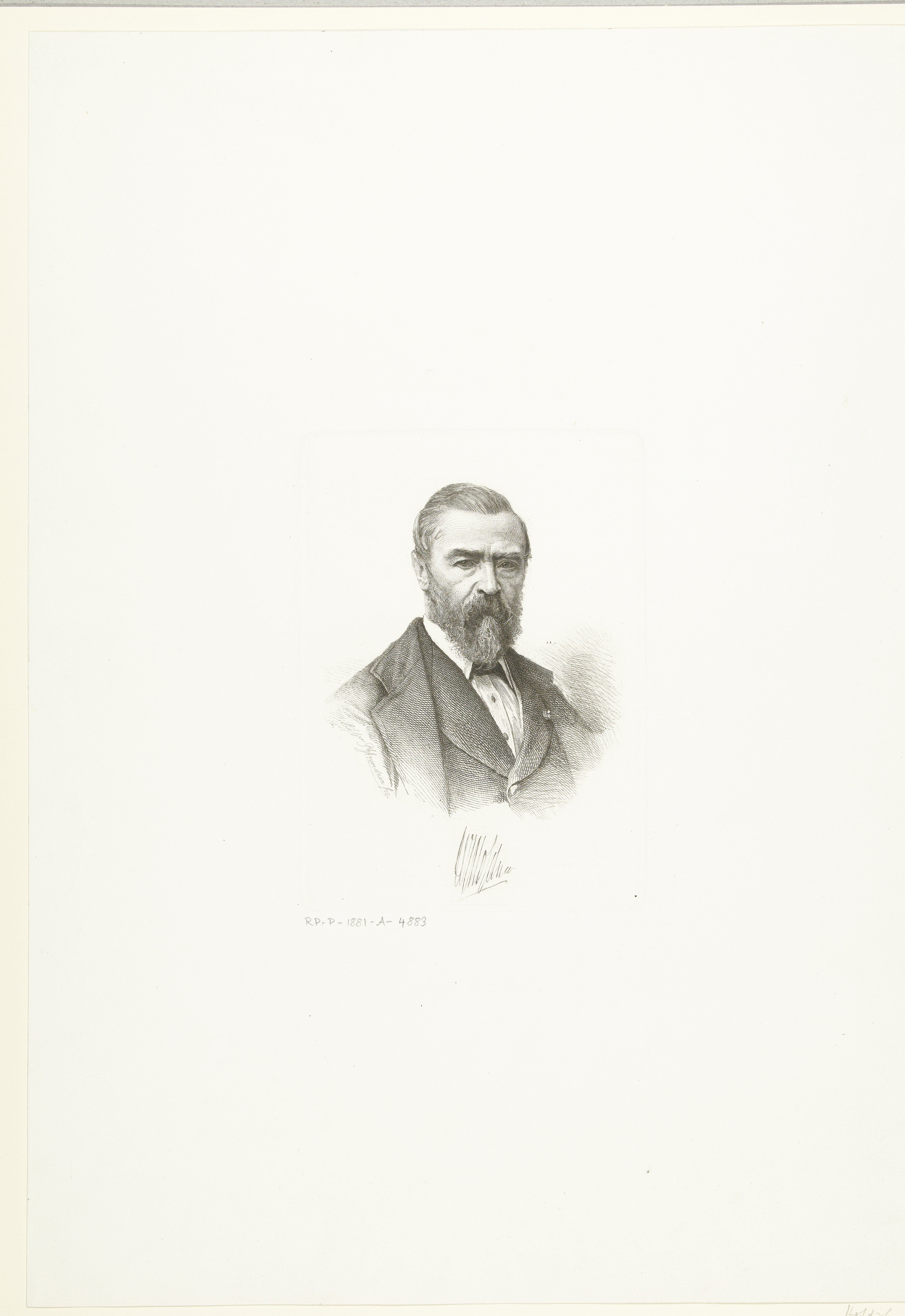
Portret door Petrus Johannes Arendzen.
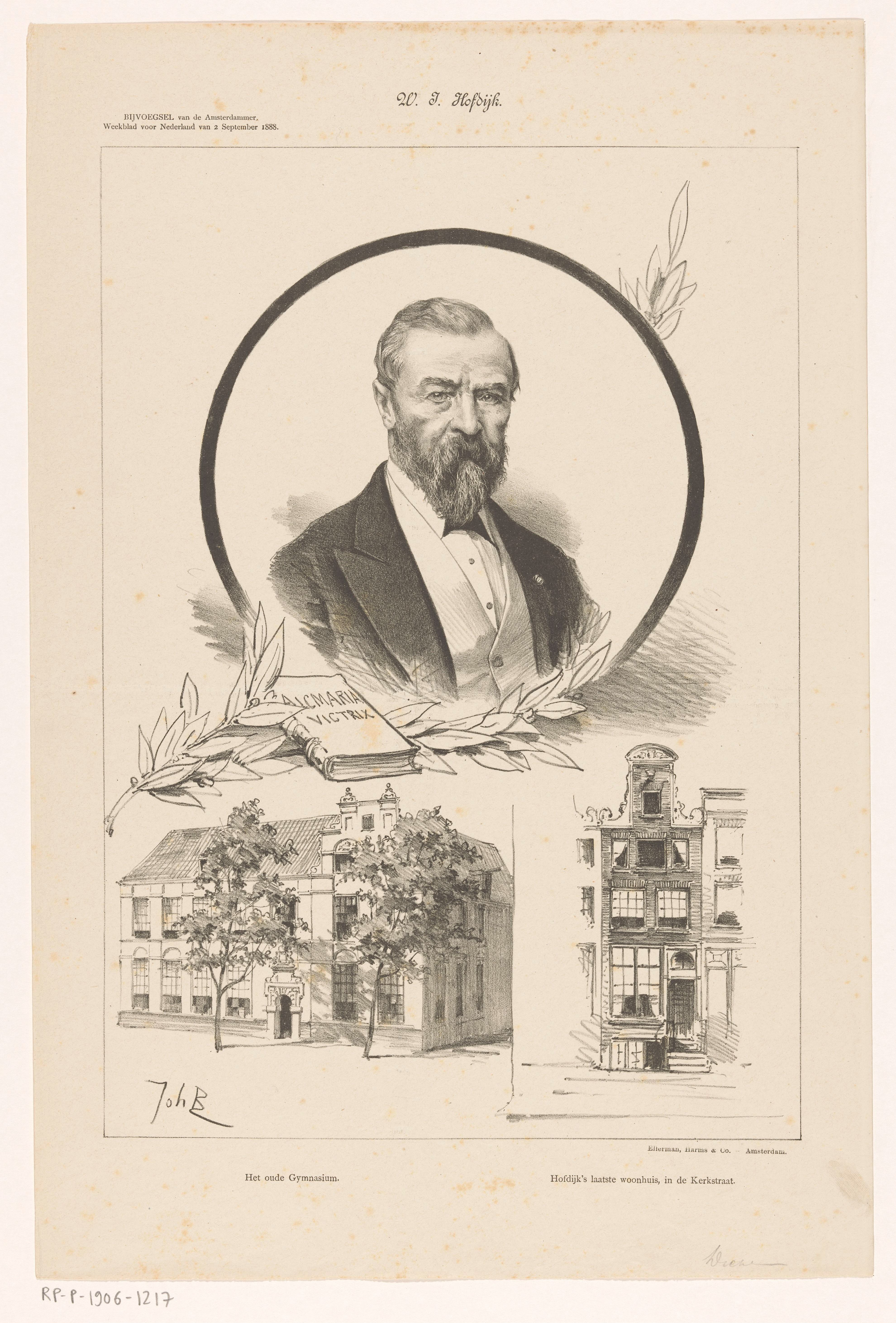
Portret door Johan Braakensiek (1888).  Onder het portret Hofdijks boek Alcmaria victrix, onderaan het voormalig Stedelijk Gymnasium aan het Singel en Hofdijks laatste woonhuis in de Kerkstraat in Amsterdam.
- Handschrift van Hofdijk

- Biografisch Portaal: 79055833
- Digitale Bibliotheek voor de Nederlandse Letteren: hofd001
- Gemeinsame Normdatei: 119121883
- International Standard Name Identifier: 0000 0000 6676 3634
- Library of Congress Control Number: n93074660
- Nederlandse Thesaurus van Auteursnamen: 068477627
- RKD-Nederlands Instituut voor Kunstgeschiedenis: 38897
- Système universitaire de documentation: 122191412
- Union List of Artist Names: 500043352
- Virtual International Authority File: 32799681
- WorldCat: E39PBJx4pPXY3Ty88rXYQXCqQq